# زمین کشاورزی برتر

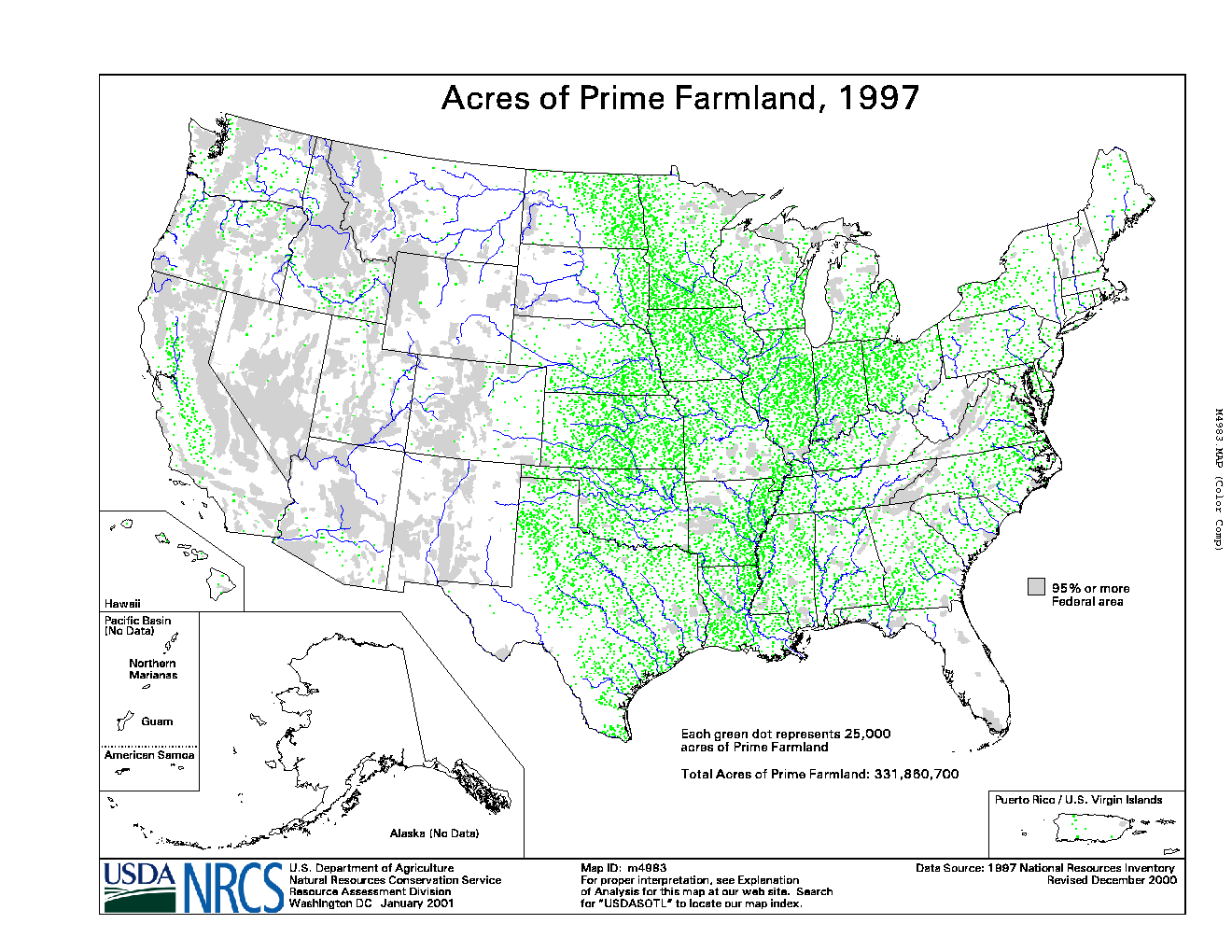
زمین کشاورزی برتر در سال ۱۹۹۷

زمین کشاورزی برتر (به انگلیسی: Prime farmland)، نامی است که توسط وزارت کشاورزی ایالات متحده تعیین شده‌است و زمینی را تعریف می‌کند که دارای بهترین ترکیب از ویژگی‌های فیزیکی و شیمیایی برای تولید غذا، خوراک، علوفه، محصولات فیبری و محصولات دانه روغنی است و همچنین برای این کاربری‌ها در دسترس است.